# (11014) Svätopluk
(11014) Svätopluk ist ein Asteroid des Hauptgürtels, der am 23. August 1982 vom slowakischen Astronomen Milan Antal an der Piszkéstető Station (Sternwarten-Code 561) des Konkoly-Observatoriums im Mátra-Gebirge in Nordungarn entdeckt wurde.
Der Asteroid wurde am 4. August 2001 nach dem böhmischen König Svatopluk von Olmütz († 21. September 1109) benannt, unter dessen Herrschaft Böhmen die größte territoriale Ausdehnung und die Unabhängigkeit vom Frankenreich erlangte.